# Farman F-68 Goliath
Farman F-68BN4 Goliath – francuski ciężki samolot bombowy. Zaprojektowany i zbudowany w 1919 roku w wytwórni lotniczej Avions Henri et Maurice Farman.

## Historia
Samolot bombowy Farman F-68BN4 został zbudowany we francuskiej wytwórni lotniczej Avions Henri et Maurice Farman w 1919 roku jako rozwinięcie konstrukcji samolotu bombowego Farman F-60 Goliath, zaprojektowanego w 1918 roku. Farman F-60 nie zdążył wziąć udziału w I wojnie światowej jako bombowiec, lecz po wojnie został przekształcony w licznie produkowany samolot pasażerski dla 12 pasażerów. Po zakończeniu wojny w wytwórni wykonano kilka ulepszonych wariantów tego samolotu od F-61 do F-69 włącznie. Samoloty te różniły się między sobą w zasadzie różnymi typami silników i wyposażeniem, natomiast kształt sylwetki i wymiary miały te same.

## Użycie w Wojsku Polskim
W związku ze zorganizowaniem w Polsce w połowie lat dwudziestych lotnictwa niszczycielskiego, przeznaczonego do przeprowadzania bombardowania w nocy, przeważnie celów stałych, zaczęto rozważać możliwości zakupu odpowiednich samolotów za granicą. Zastosowane początkowo do tego celu lekkie samoloty bombowe Potez XV w 13. i 14. eskadrze niszczycielskiej 1 pułku lotniczego w Warszawie nie zdały egzaminu jako zbyt lekkie. W 1925 roku zakupiono więc we Francji 32 ciężkie samoloty bombowe Farman F-68BN4 Goliath w ramach francuskiej pożyczki zbrojeniowej. Przewidywano, że 24 z nich wejdą na uzbrojenie nowego czteroeskadrowego pułku bombowego, o przewidywanym numerze 21.
Pierwsze samoloty Farman F-68BN4 Goliath dostarczono do Polski w lecie 1926 roku.  Zamierzano przezbroić w pierwsze Goliathy dwie dotychczasowe eskadry niszczycielskie, lecz podczas badań samolotu w IBTL, gdy jeden z Goliathów omal się nie rozbił na skutek awarii silnika, okazało się, że stosowane w nich silniki są zawodne i awaryjne. Mimo że samolot miał dość dobre właściwości pilotażowe, jednak niemożność kontynuowania lotu na jednym silniku  zmuszała pilota do przerwania lotu w razie awarii, często bez możliwości wybrania odpowiedniego terenu do lądowania. Ponadto, na skutek zastosowania silników o zbyt małej mocy, miały one małą prędkość lotu, co przy niewystarczającej stateczności kierunkowej bardzo utrudniało awaryjne lądowanie. Dodatkowo – pomimo impregnacji fabrycznej – konstrukcja płata bardzo nasiąkała wodą deszczową, co było przyczyną pogorszenia osiągów i zmniejszania udźwigu.
Dlatego też zrezygnowano z wprowadzenia Goliathów na wyposażenie jednostek bojowych. Wpływ na to miała również zmiana koncepcji lotnictwa wojskowego, towarzysząca odwołaniu gen. Zagórskiego z funkcji szefa Departamentu Żeglugi Powietrznej MSWojsk, prowadząca do rezygnacji z rozwijania lotnictwa bombowego. Część zaczęto wykorzystywać od 1927 do szkolenia w pilotażu samolotów wielosilnikowych w Centrum Wyszkolenia Oficerów Lotnictwa w Dęblinie i szkolenia w skokach spadochronowych (metodą „zrywu” tzn. skoczek stojąc na podstawce na dolnym skrzydle samolotu otwierał spadochron w locie). Część samolotów w 1929 przekazano jako sprzęt treningowy dla nowo tworzonych 211. i 212. eskadr bombowych nocnych, które miały otrzymać bombowce Fokker F.VIIB/3m.
W 1927 prowadzono próby z wykorzystaniem Goliatha jako samolotu rolniczego z aparaturą opylającą, lecz zrezygnowano z tego wykorzystania z uwagi na zawodność silników. Kilka sztuk (prawdopodobnie 7) sprzedano Rumunii, co spowodowało problemy dyplomatyczne w stosunkach z Francją z uwagi na warunki pożyczki. Ostatniego Goliatha wycofano z Dęblina w 1935.

## Opis techniczny
Samolot Farman F-68BN4 Goliath był czteromiejscowym ciężkim samolotem bombowym nocnym, dwusilnikowym dwupłatem o konstrukcji drewnianej. Kadłub o przekroju prostokątnym, w postaci nieprofilowanej kratownicy przestrzennej pokrytej sklejką. Z przodu na grzbiecie kadłuba zamocowano na obrotnicy podwójnie sprzężone ruchome karabiny maszynowe Lewis, obsługiwane przez strzelca. Tuż przed komorą płatów znajdowała się w kadłubie odkryta kabina pilota, osłonięta z przodu wiatrochronem. Za fotelem pilota znajdował się fotel obserwatora. Za skrzydłem, z prawej strony kadłuba, znajdowały się duże prostokątne drzwi dla załogi i ładunku. Stosunkowo duża przestrzeń wewnątrz kadłuba umożliwiała przewóz większych przedmiotów, skoczków spadochronowych lub podchorążych szkolonych na obserwatorów. Za komorą płatów, na grzbiecie kadłuba, znajdowało się stanowisko podwójnie sprzężonych ruchomych karabinów maszynowych Lewis na obrotnicy, obsługiwanych przez obserwatora. Piąty, pojedynczy karabin maszynowy tego typu, obsługiwany przez bombardiera, strzelał w dół przez wykrój w spodzie kadłuba. Celownik bombardierski zamontowany był na burcie kabiny, na zewnątrz samolotu. Bomby zawieszane były na wyrzutnikach pod kadłubem.
Płaty o konstrukcji drewnianej, pokryte sklejką i płótnem. Komorę płatów usztywniono oprofilowanymi rozpórkami stalowymi oraz cięgnami z lin stalowych. Lotki umieszczono na obu płatach. Usterzenie klasyczne, drewniane kryte było płótnem. Podwozie samolotu klasyczne, z płozą ogonową. Podwozie główne składało się z dwóch oprofilowanych goleni z amortyzatorami i parą kół na każdej. Wyposażony był w radiostację pokładową AD-8P zapewniającą łączność w promieniu 300–500 km.
Napęd: dwa silniki gwiazdowe 9-cylindrowe Gnome-Rhône Jupiter, umieszczone w gondolach zamocowanych między płatami, w pewnej odległości od kadłuba. Śmigła dwułopatowe drewniane. Zbiorniki paliwa w gondolach silnikowych, o pojemności po 950 litrów oraz zapasowy zbiornik w kadłubie o pojemności 500 l.